# Michèle Hasquin-Nahum
 (août 2025).
Motif : article sans source depuis sa création, pas trouvé de source centrée sur le sujet
- Archive Wikiwix
- Bing
- Cairn
- DuckDuckGo
- E. Universalis
- Gallica
- Google
- G. Books
- G. News
- G. Scholar
- Persée
- Qwant
- (zh) Baidu
- (ru) Yandex
- (wd) trouver des œuvres sur Wikidata

| 1. | Préciser le motif de la pose du bandeau. | Précisez le motif de la pose du bandeau en utilisant la syntaxe suivante : {{admissibilité à vérifier\|date=août 2025\|motif=remplacez ce texte par le motif}}                             |
| 2. | Informer les utilisateurs concernés.     | Pensez à avertir le créateur de l'article, par exemple, en insérant le code ci-dessous sur sa page de discussion : {{subst:avertissement admissibilité à vérifier\|Michèle Hasquin-Nahum}} |

 (janvier 2019).
Si vous disposez d'ouvrages ou d'articles de référence ou si vous connaissez des sites web de qualité traitant du thème abordé ici, merci de compléter l'article en donnant les références utiles à sa vérifiabilité et en les liant à la section « Notes et références ».
Michèle Nahum, née le 6 décembre 1951 à Uccle est une femme politique belge bruxelloise, ancienne membre du Mouvement réformateur (MR) puis du parti politique local Indépendance libérale. 
Elle est licenciée en droit et en droit et économie des assurances.

## Fonctions politiques
- Membre du Parlement de la Région de Bruxelles-Capitale depuis le 29 juin 2004 au 7 juin 2009
- Échevine des Classes moyennes, de l’Expansion économique, du Contentieux, des Propriétés communales et du Logement à Woluwe-Saint-Lambert de janvier 2001 à décembre 2024.